# Pisarz wielki
Pisarz wielki (łac. notarius magnus) – urząd centralny niesenatorski I Rzeczypospolitej, znajdujący się przed podskarbim nadwornym, utworzony w 1504 r. przez Aleksandra Jagiellończyka dla Korony (początkowo jeden) i Wielkiego Księstwa Litewskiego (początkowo trzech). Współpracownik króla i kanclerza, odpowiedzialny za przygotowanie i wydawanie dokumentów publicznych oraz sentencji wyroków (pisarz wyroków) sądów asesorskich, w których zasiadali z głosem stanowczym. W Koronie Królestwa Polskiego pisarzami wielkimi zwano niekiedy pisarzy skarbowych (notarii thesaurii supremi), co niekiedy powodowało nieporozumienia. Pisarz wielki wraz z podskarbim nadwornym kontrolował wydatki szafarza dworu królewskiego.